# Leptoperilissus nitidus
Leptoperilissus nitidus är en stekelart som beskrevs av Horstmann 1981. Leptoperilissus nitidus ingår i släktet Leptoperilissus och familjen brokparasitsteklar. Inga underarter finns listade i Catalogue of Life.